# اندیس درون ده
درون ده یک اندیس فلزی است که در حوالی شهر نکیسان استان کرمان قرار دارد و مادهٔ معدنی موجود در آن، مس است. سنگ میزبان این اندیس کوارتز پورفیری است و دیرینگی آن به دوران الیگومیوسن می‌رسد.